# Томашевич Кирило Фомич

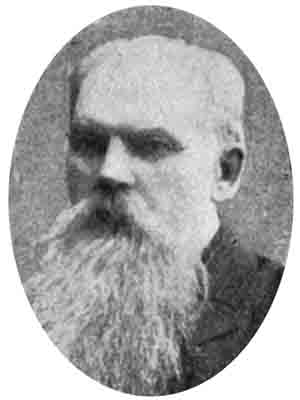
К. Ф. Томашевич

Кири́ло Фомич Томаше́вич (*1852 — †після 1909) — депутат Державної думи Російської імперії III скликання від Могильовської губернії. Входив до фракції націоналістів.
Закінчив Гори-Горецьку землеробську школу (зараз Білоруська сільськогосподарська академія). У 1872—1874 роках був у складі межових чинів Могильовської люстраційної комісії. У 1879 році вступив на службу доглядачем та викладачем арифметики та фізики у Могильовській центральній фельдшерській школі.
В 1884 році був призначений помічником правителя канцелярії Могильовського губернатора. Пізніше перебував на посаді старшого чиновника особливих доручень при Могильовському губернаторі. Виконував обов'язки секретаря губернського статистичного комітету та члена відділення державного селянського банку. З 1902 до виборів у Державну думу був членом Могильовського губернського у міських справах присутності. З 1907 року — депутат Державної думи Російської імперії III скликання. Крім того, Кирило Томашевич 12 років був гласним міської Думи, понад 4 роки — головою товариства взаємного кредиту і з 1904 року — директором тюремного комітету. Землевласник (40 десятин).